# Denis Boïko
Pour les articles homonymes, voir Boyko (homonymie).
Denis Oleksandrovytch Boïko (en ukrainien : Денис Олександрович Бойко), né le 29 janvier 1988, est un footballeur ukrainien évoluant actuellement au poste de gardien de but au Dynamo Kiev.

## Biographie

### En club
Formé au Dynamo Kiev, Denis Boïko commence sa carrière professionnelle avec l'équipe réserve du Dynamo, qui évolue en D2. Lors de ses débuts, il est prêté à deux reprises à de modestes clubs de Kiev, le CSKA Kiev et l'Obolon Kiev.
Finalement, il ne joue son premier match avec le Dynamo Kiev que le 9 mai 2010 contre le Metalurh Zaporijia.
Cependant, son temps de jeu est moindre, et il est donc de nouveau prêté, au Kryvbass Kryvyï Rih puis au FK Dnipro. Lors de son prêt au Dnipro, en tant que gardien titulaire, il réalise de bonnes performances, atteignant notamment les seizièmes de finale de la Ligue Europa en 2014 après s'être défait de la Fiorentina, du Paços de Ferreira et du Pandurii Târgu Jiu lors des phases de groupe.
Lors du mercato d'hiver 2015/2016, profitant des problèmes financiers du FK Dnipro et de son statut d'agent libre, il signe jusqu'en 2020 en faveur du Besiktas Istanbul. Il n'y disputera que trois petits matchs. Lors du mercato estival de la saison 2016/2017, il signe en prêt en faveur du club espagnol andalou de Malaga pour un an avec une option d'achat de 435 000 euros.

### En sélection nationale
Après avoir joué dans les sélections juniors de l'Ukraine, Denis Boïko joue pour la première fois avec l'équipe première d'Ukraine le 18 novembre 2014 contre la Lituanie.

## Statistiques détaillées
| Saison                | Club                       | Championnat           | Championnat | Championnat | Coupe(s) nationale(s) | Coupe(s) nationale(s) | Supercoupe | Supercoupe | Compétition(s) continentale(s) | Compétition(s) continentale(s) | Compétition(s) continentale(s) | Ukraine | Ukraine | Total | Total |
| Saison                | Club                       | Division              | M.          | B.          | M.                    | B.                    | M.         | B.         | Comp.                          | M.                             | B.                             | M.      | B.      | M.    | B.    |
| 2009–2010             | Obolon Kiev (prêt)         | Premier-Liha          | 15          | 0           | 1                     | 0                     | -          | -          | -                              | -                              | -                              | -       | -       | 16    | 0     |
| 2009–2010             | Dynamo Kiev                | Premier-Liha          | 1           | 0           | -                     | -                     | -          | -          | -                              | -                              | -                              | -       | -       | 1     | 0     |
| 2010–2011             | Dynamo Kiev                | Premier-Liha          | 8           | 0           | 1                     | 0                     | -          | -          | C1+C3                          | 2+1                            | 0+0                            | -       | -       | 12    | 0     |
| Sous-total            | Sous-total                 | Sous-total            | 9           | 0           | 1                     | 0                     | -          | -          | -                              | 3                              | 0                              | -       | -       | 13    | 0     |
| 2011–2012             | Kryvbass Kryvyï Rih (prêt) | Premier-Liha          | 26          | 0           | 0                     | 0                     | -          | -          | -                              | -                              | -                              | -       | -       | 26    | 0     |
| 2012–2013             | Dynamo Kiev                | Premier-Liha          | 2           | 0           | 0                     | 0                     | -          | -          | C1+C3                          | 0                              | 0                              | -       | -       | 2     | 0     |
| 2013–2014             | FK Dnipro (prêt)           | Premier-Liha          | 28          | 0           | 0                     | 0                     | -          | -          | C3                             | 9                              | 0                              | -       | -       | 37    | 0     |
| 2014–2015             | FK Dnipro                  | Premier-Liha          | 21          | 0           | 3                     | 0                     | -          | -          | C1+C3                          | 2+17                           | 0+0                            | 2       | 0       | 45    | 0     |
| 2015–2016             | FK Dnipro                  | Premier-Liha          | 15          | 0           | 1                     | 0                     | -          | -          | C3                             | 6                              | 0                              | 2       | 0       | 24    | 0     |
| Sous-total            | Sous-total                 | Sous-total            | 64          | 0           | 4                     | 0                     | -          | -          | -                              | 34                             | 0                              | 4       | 0       | 106   | 0     |
| 2015–2016             | Beşiktaş JK                | Süper Lig             | 3           | 0           | 2                     | 0                     | -          | -          | -                              | -                              | -                              | -       | -       | 5     | 0     |
| 2016–2017             | Málaga CF (prêt)           | La Liga               | 3           | 0           | 2                     | 0                     | -          | -          | -                              | -                              | -                              | 1       | 0       | 6     | 0     |
| Total sur la carrière | Total sur la carrière      | Total sur la carrière | 194         | 0           | 15                    | 0                     | -          | -          | -                              | 26                             | 0                              | 5       | 0       | 240   | 0     |

## Palmarès
Beşiktaş JK
- Champion de Turquie en 2016.

 FK Dnipro
- Finaliste de la Ligue Europa en 2015.

 Dynamo Kiev
- Champion d'Ukraine en 2021.
- Vainqueur de la Coupe d'Ukraine en 2021.